# Galeão Mecânico de Augsburgo
O Galeão Mecânico de Augsburgo é um elaborado Nef, um ornamento de mesa em forma de um navio (um galeão), o qual é  provido de automação e relógio. Foi construído por volta de 1585 pelo relojoeiro e ourives Hans Schlottheim no sul da Alemanha. Esteve na posse de Augusto I, Eleitor da Saxónia, que teria servido de modelo para um dos cortesãos representados no navio. Essa peça está hoje no Museu Britânico em Londres. Dois outros modelos similares em museus na França e na Áustria.

## Construção e detalhes
Esses Nefs eram ornamentos extravagantes de mesa em forma de navio feitos em metais preciosos que eram populares há alguns séculos entre os mais ricos. Tipos anteriores, como o Burghley Nef hoje no Victoria and Albert Museum, geralmente funcionavam como recipientes para sal, especiarias ou outras coisas, mas as figuras no convés neste exemplo não deixam espaço para tal função. Este é feito principalmente em bronze dourado, enquanto que os anteriores da realiza eram geralmente em ouro ou pelo menos com prata vermeil.
No século XVI, houve um entusiasmo pelos autômatos de relojoaria, cuja produção foi financiada por potentados, incluindo Rodolfo II do Sacro Império Romano-Germânico e Solimão, o Magnífico. Um dos artesãos que criaram esses autômatos foi Hans Schlottheim. Acredita-se que essa peça específica tenha sido propriedade de Rodolfo II em Praga
 mas evidências recentes apontam para ele ter sido no inventário do  Kunstkammer de Augusto I, Eleitor da Saxónia em Dresden em 1585.
Hans Schlottheim era um ourives e relojoeiro que vivia de 1547 a 1625. O importante desenvolvimento que tornou esses autômatos possíveis foi a descoberta de aço temperado em bobinas. Foi, assim, possível armazenar a energia potencial via aço para molas e ter um fonte  de energia portátil. Os mecanismos de relojoaria eram algo novo e considerado como "mágico" no século XVI.

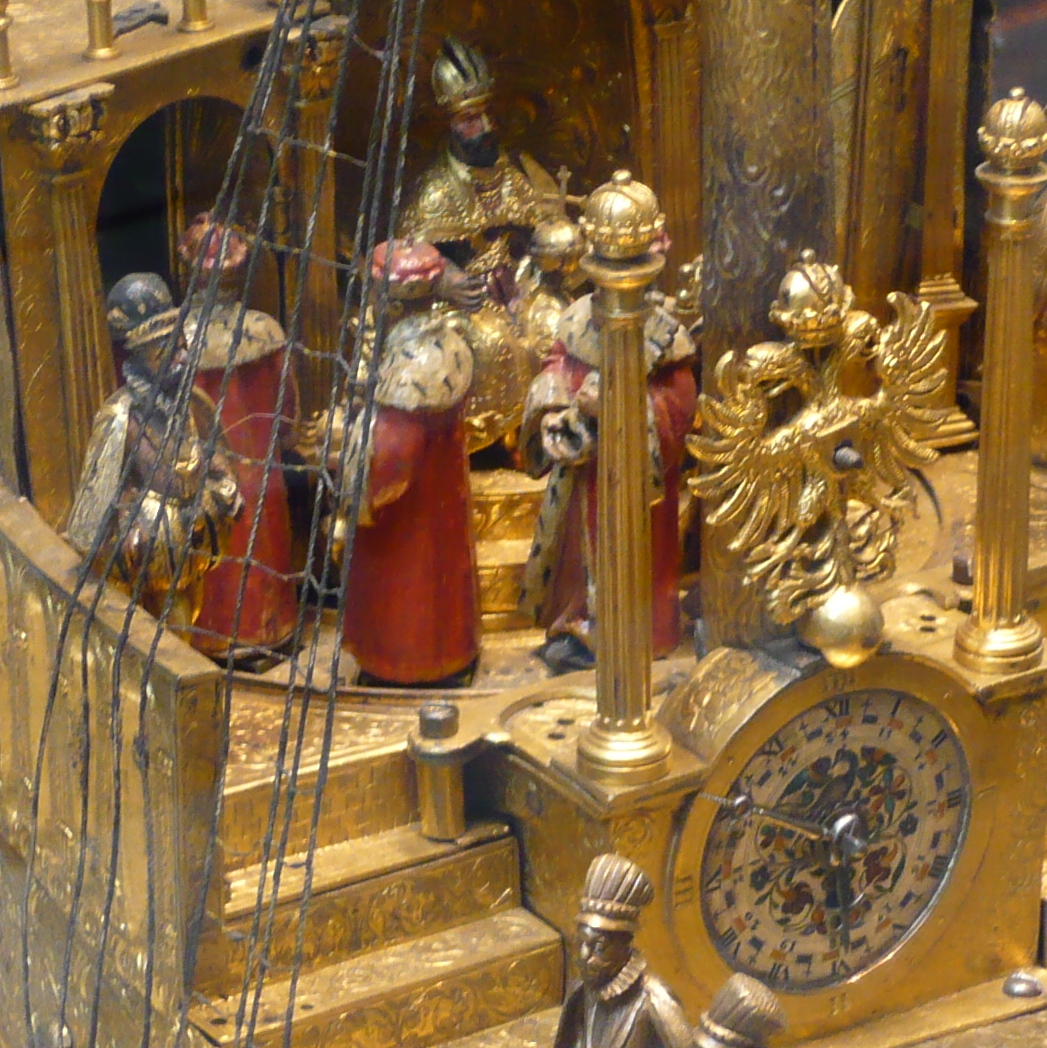
Detalhes mostrando o relógio e seu dono e outros seis eleitores, movendo-se ao redor do Sacro Imperador Romano.

O navio podia ser movido sobre rodas, o que era usual; hoje as rodas já foram removidas. Nas horas e as quartas horas eram soadas usando-se sinos de cabeça para baixo na gávea, os quais eram batidos jogados por martelos brandidos pelos marinheiros do modelo. Há um relógio no navio, mas é pequeno e quase perdido no detalhe na base do mastro mais alto. Música mecânica era tocada acompanhada por um tambor de pele escondido dentro do casco. Sete Príncipes Eleitores, incluindo Augusto, eleitor da Saxônia, caminham diante antes da figura sentada do Rodolfo II. O prestigiados príncipes eleitores do Sacro Império Romano decidiam quem seria entronizado como o Sacro Imperador Romano. Finalmente, o navio fazia barulho e fumaça à medida que os canhões dispararam. > Foi imaginado que o Galeãon Mecânico "poderia ter animado os banquetes imperiais mais aborrecidos enquanto corria ao longo da mesa, canhões atirando e trombetas soando".
A complexidade deste "nef" significava que Hans Schlottheim precisou incluir três mecanismos de relógio diferentes. Um convencionalmente acionava o relógio sonoro, mas também acionava os sete eleitores rotativos. A música, incluindo o tambor, era acionado outro mecanismo e o terceiro proporcionava o movimento do navio. Foi dito que o mecanismo exigia que se desse corda nos três mecanismos a cada 24 horas.
Uma das outras obras-primas de Schlottheim era um relógio que, na duodécima hora, apresentava uma cena mecânica da Natividade. José balançava berço de Jesus, isso seguido da aproximação dos Reis Magos e dos pastores. Nossa Senhora então se curvava para recebê-los. Nesse ponto, os anjos se moviam para cima e para baixo enquanto Deus se revelava dando uma bênção. Acredita-se que esse relógio posa ter sido  perdido durante Segunda Guerra Mundial.

## Condição
Em 2010, o Galeão Mecânico já não funcionava. A pele de tambor já não está presente e as rodas originais foram substituídas por pés em forma de esferas. O Museu Britânico observa que as oito figuras no convés não são as originais, mas cópias feitas a partir das figuras originais. No entanto, eles também mencionam que talvez tenham algumas das figuras originais, mas não se tem certeza que sejam dessa “nef”. Sabe-se que as figuras no convés teriam portado tambores e trombetas.

## Proveniência

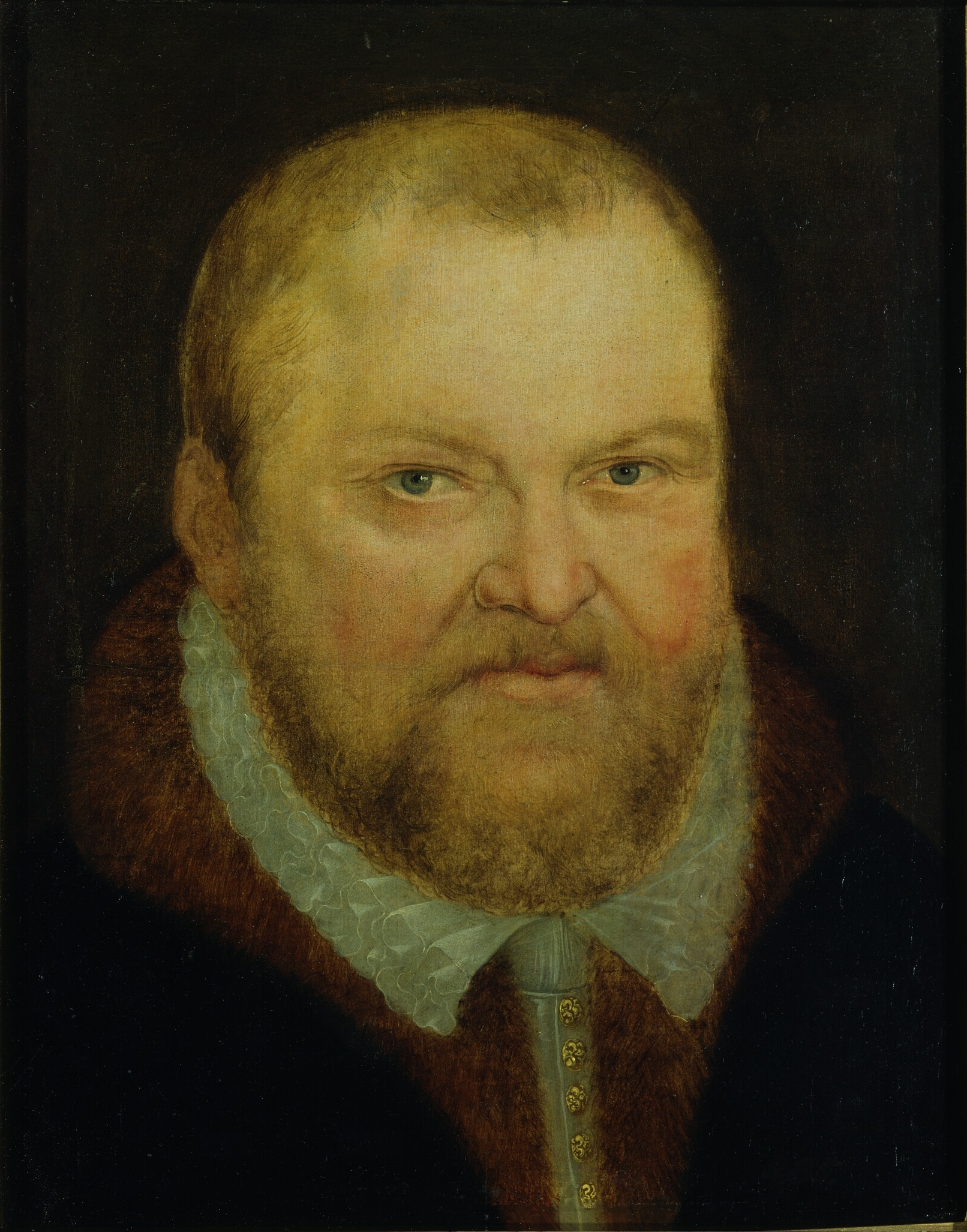
O proprietário da Nef – Augusto, eleitor da Saxônia

Octavius Morgan fez uma série de generosas doações ao Museu Britânico, incluindo este autômato em 1866. Historicamente, acredita-se que seja um artefato mencionado num inventário do tesouro Grünes Gewölbe de Augusto, eleitor da Saxônia, de Dresden em 1585. Frequentemente sediz ter pertencido a Rodolfo II. Registros do Inventário:

" Um navio dourado, habilmente feito, com um relógio com batidas de um quarto e de hora cheia, que deve ser carregado a cada 24 horas. Acima com três mastros, na gávea onde marinheiros giram e batem sinos das horas e quartos. No interior, o sacro imperador romano está sentado trono imperial, e na frente dele passam os sete eleitores com os arautos, sorrindo homenagem enquanto recebem seus feudos. Além disso, dez trompetistas um tocadores de tambor anunciam alternadamente o banquete. Há também mais um tambor, três guardas e dezesseis canhões pequenos, 11 dos quais podem ser carregados e disparados automaticamente."

Sabe-se que há dois Nefs similares do mesmo artesão. O mais parecido está no Château d'Écouen (Musée de la Renaissance) em Écouen, na França. O Nef que pertenceu a Rodolo II é de prata e está no Kunsthistorisches Museum em Viena.

## Museu Britânico
Este autômato foi escolhido para ser um dos objetos da obra “Uma história do mundo em 100 objetos “, que foi um série de programas de rádio que iniciou 2010 e que foi criada numa parceria entre a BBC e o Museu Britânico. As principais pessoas dessa parceria foram Neil MacGregor e Mark Damazer. Damazer disse

“Meu favorito absoluto até agora é o galeão mecânico do século XVI. É uma peça extraordinária. É pequeno e suas peças se movem. Além de sua beleza, conta uma história sobre os usos do mecenato. Todos esses primeiros governantes modernos competiram entre si para fazer o melhor deste tipo de objetos para mostrar seus artesãos. Tudo o que quero é tirar o objeto e tê-lo na minha sala de estar.
”

## Replica
O Museum Speelklok em Utrecht tem uma réplica do navio funcional, incluindo um canhão em miniatura que realmente funciona.

## Galeria

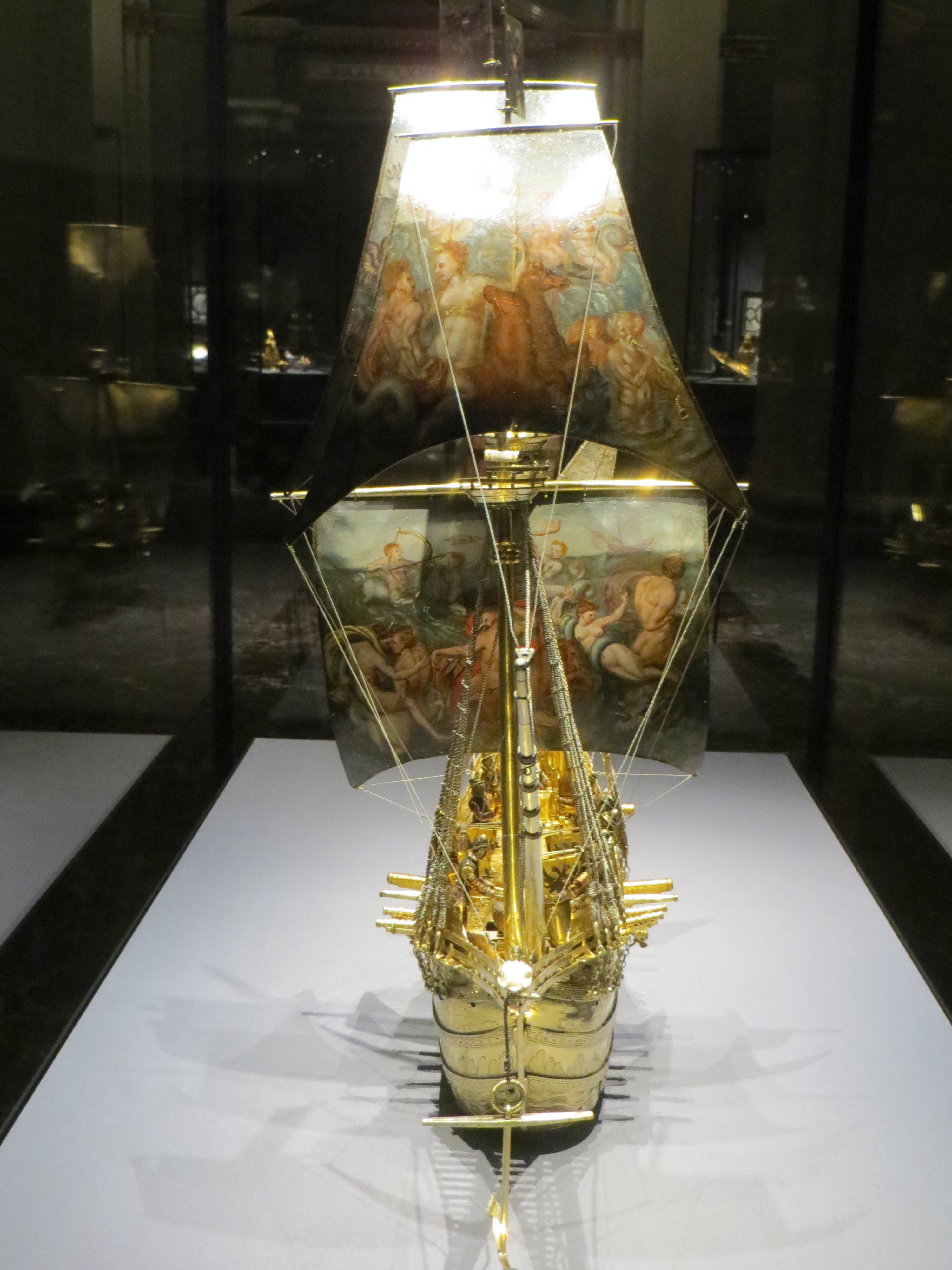
Galeão do Kunsthistorisches Museum
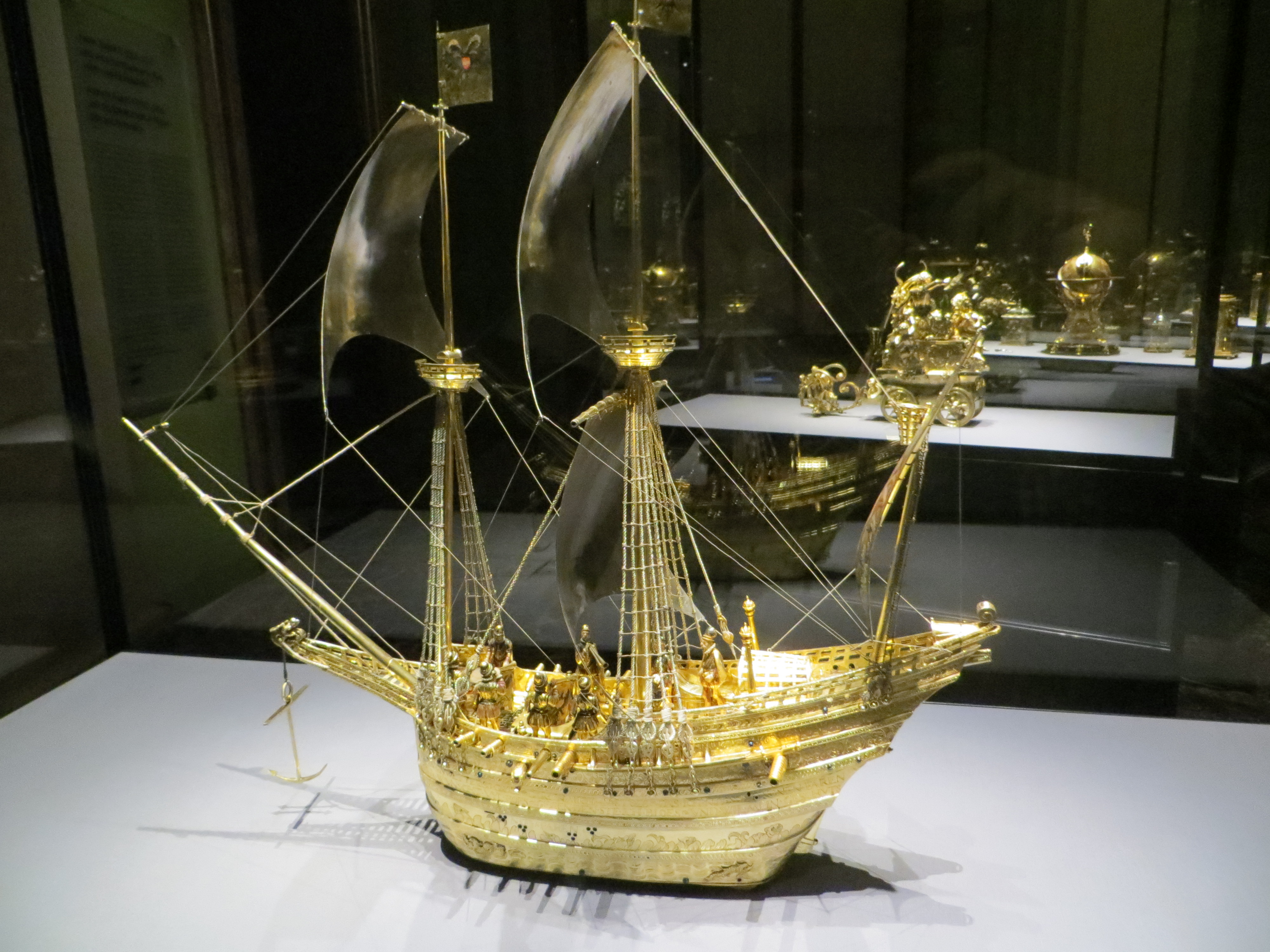
Vista lateral do modelo KHM
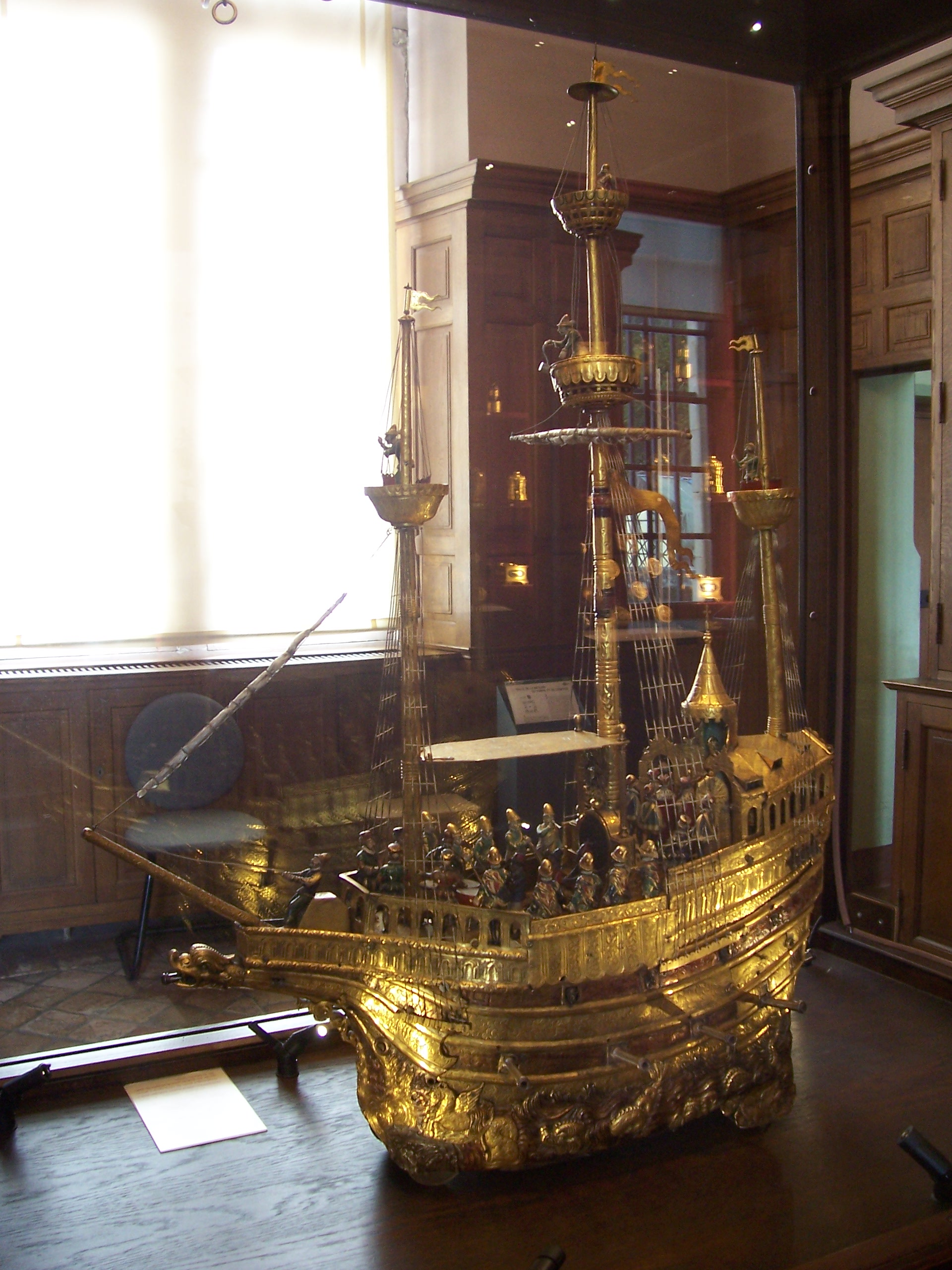
Galeão do Château d'Ecouen
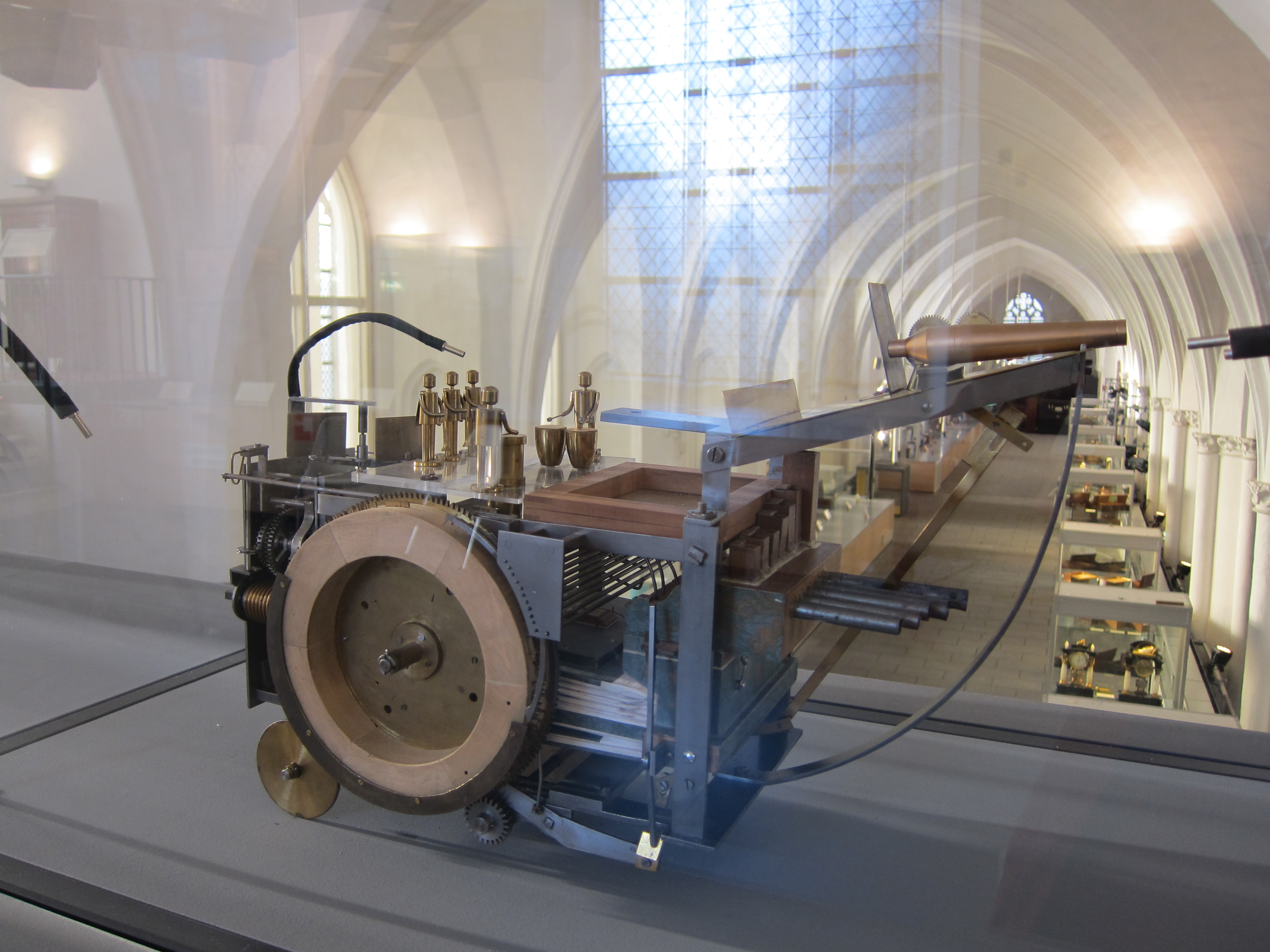
Réplica no Museu Speelklok - Utrecht